# Bas de Bever
Bas de Bever (16 de abril de 1968) es un deportista neerlandés que compite en ciclismo de montaña en la disciplina de descenso. Ganó una medalla de bronce en el Campeonato Mundial de Ciclismo de Montaña de 1996.

## Palmarés internacional
| Campeonato Mundial | Campeonato Mundial | Campeonato Mundial | Campeonato Mundial |
| Año                | Lugar              | Medalla            | Competición        |
| ------------------ | ------------------ | ------------------ | ------------------ |
| 1996               | Cairns (Australia) | Medalla de bronce  | Descenso           |